# 올리바 조약

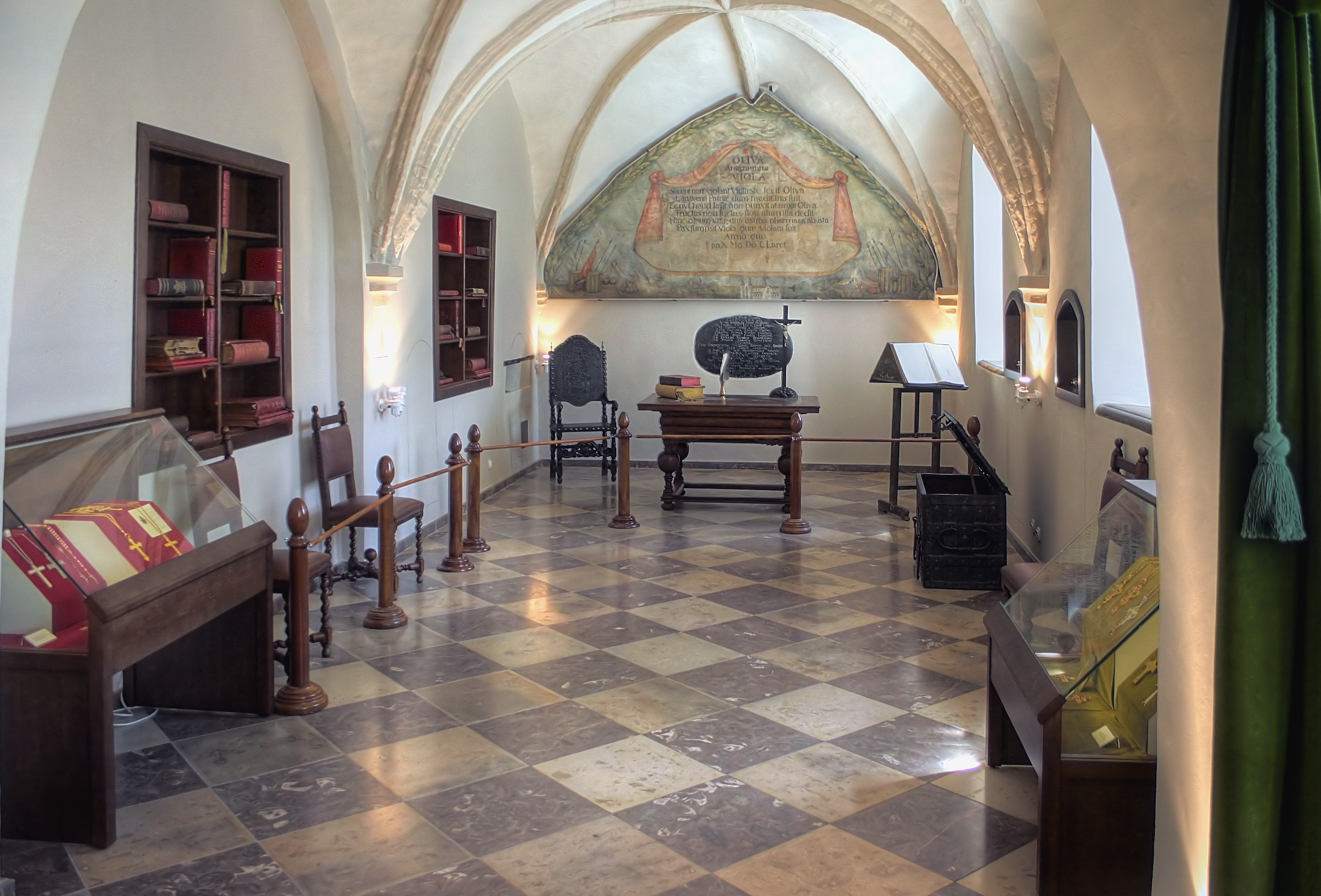
올리바 조약이 체결된 올리바 수도원

올리바 조약(폴란드어: Pokój Oliwski, 스웨덴어: Freden i Oliva, 독일어: Vertrag von Oliva)은 1660년 4월 23일(율리우스력) 또는 5월 3일(그레고리력)에 폴란드 왕령 프로이센의 올리바에서 스웨덴, 폴란드-리투아니아 연방, 신성 로마 제국, 브란덴부르크-프로이센 사이에 체결된 평화 조약이다.
폴란드-리투아니아 연방과 스웨덴은 1655년부터 1660년까지 일어난 제2차 북방 전쟁에 휘말렸다. 두 나라는 교전국인 러시아 차르국, 덴마크-노르웨이와의 전투에 집중하기 위해 평화를 원했다. 1659년 가을부터 토룬에서 평화 교섭이 시작되었다. 폴란드 대표는 나중에 단치히(Danzig, 그단스크)로 이동했고 스웨덴 대표는 발트해와 접한 초포트(Zoppot, 소포트)를 기지로 삼았다.
이 조약에 따라 스웨덴은 스웨덴령 리보니아에 대한 주권을, 브란덴부르크는 프로이센 공국에 대한 주권을 인정받았다. 또한 폴란드의 국왕인 얀 2세 카지미에시 바사는 스웨덴의 왕위 요구를 철회하는 대신 사망할 때가지 스웨덴의 국왕 칭호를 유지하는 것을 인정받았다. 조약 체결 당사국은 모든 점령지를 전쟁 이전의 주권국에 반환했고 리보니아, 프로이센의 로마 가톨릭교회 신자가 신앙의 자유를 갖는 것을 인정했다.
이 조약에는 신성 로마 제국의 레오폴트 1세 황제, 브란덴부르크의 프리드리히 빌헬름 1세 선제후, 폴란드의 얀 2세 카지미에시 바사 국왕이 서명했다. 스웨덴의 국왕이었던 칼 11세는 당시 나이가 어린 유아였기 때문에 스웨덴의 섭정인 망누스 가브리엘 데 라 가르디(Magnus Gabriel de la Gardie)가 대신 서명했다.